# بری شرقی
بری شرقی یک منطقهٔ مسکونی در سوریه است که در شهرستان سلمیه واقع شده‌است.

## خصوصیات
بری شرقی ۴٬۱۷۲ نفر جمعیت دارد.